# Derek Deadman
Derek Deadman (Londra, 11 marzo 1940 – Frespech, 22 novembre 2014) è stato un attore britannico.

## Carriera
Interprete prevalentemente di personaggi secondari in una gran quantità di film britannici, dopo aver impersonato Ringo in 39 dei 66 episodi della serie televisiva Nemici amici, tra il 1981 e il 1991, Derek Deadman apparve in Harry Potter e la pietra filosofale (2001) nel ruolo di Tom, il barista del Paiolo Magico. Interpretò inoltre  lo spietato comandante Sontaran nel serial  Doctor Who The Invasion of Time, e  recitò nel ruolo di Robert nel film I banditi del tempo (1981) di Terry Gilliam.
Fu protagonista della sitcom Sexy Man (2000), nel ruolo di Derek Sheximan. Il suo personaggio subisce diversi arresti e umiliazioni, poiché crede che il suo nome lo renda una calamita verso le donne e quindi tenta in tutti modi di provare questa sua affermazione. La serie, creata da una casa di produzione indipendente per Sky, non è stata mai messa in onda.
Deadman morì nel 2014 a Frespech, in Francia, per complicazioni dovute al diabete, all'età di 74 anni.

## Filmografia parziale

### Cinema
- I racconti di Canterbury, regia di Pier Paolo Pasolini (1972)
- Marlowe indaga (The Big Sleep), regia di Michael Winner (1978)
- Rapina in Berkeley Square (A Nightingale Sang in Berkeley Square), regia di Ralph Thomas (1979)
- I banditi del tempo (Time Bandits), regia di Terry Gilliam (1981)
- Mai dire mai (Never Say Never Again), regia di Irvin Kershner (1983)
- Brazil, regia di Terry Gilliam (1985)
- Ma guarda un po' 'sti americani (European Vacation), regia di Amy Heckerling (1985)
- Robin Hood - Principe dei ladri (Robin Hood - Prince of Thieves), regia di Kevin Reynolds (1991)
- Harry Potter e la pietra filosofale (Harry Potter and the Philosopher's Stone), regia di Chris Columbus (2001)

### Televisione
- Nemici amici (Never the Twain) - serie TV, 39 episodi (1981-1991)

## Doppiatori italiani
- Bruno Scipioni in Mai dire mai
- Arturo Dominici in Brazil
- Enzo Garinei in Harry Potter e la pietra filosofale